# Petalocephala duodiana
Petalocephala duodiana är en insektsart som beskrevs av Kuoh 1981. Petalocephala duodiana ingår i släktet Petalocephala och familjen dvärgstritar. Inga underarter finns listade i Catalogue of Life.